# Ypypuera esquisita
Ypypuera esquisita är en spindelart som beskrevs av Cristina A. Rheims och Antonio D. Brescovit 2004. Ypypuera esquisita ingår i släktet Ypypuera och familjen Hersiliidae.
Artens utbredningsområde är Ecuador. Inga underarter finns listade i Catalogue of Life.